# Polana pod Rogaczem

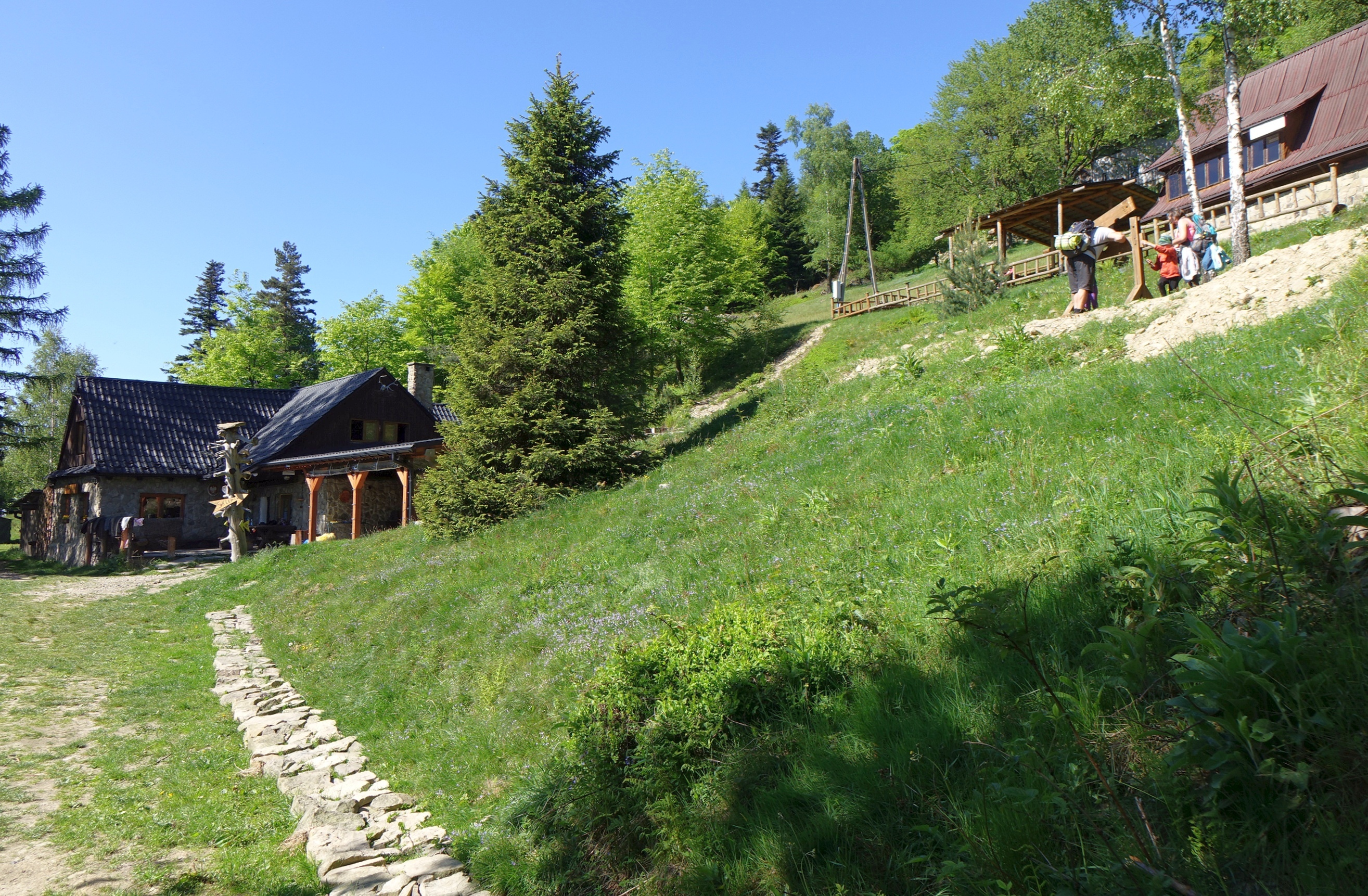
Górna część Polany pod Rogaczem

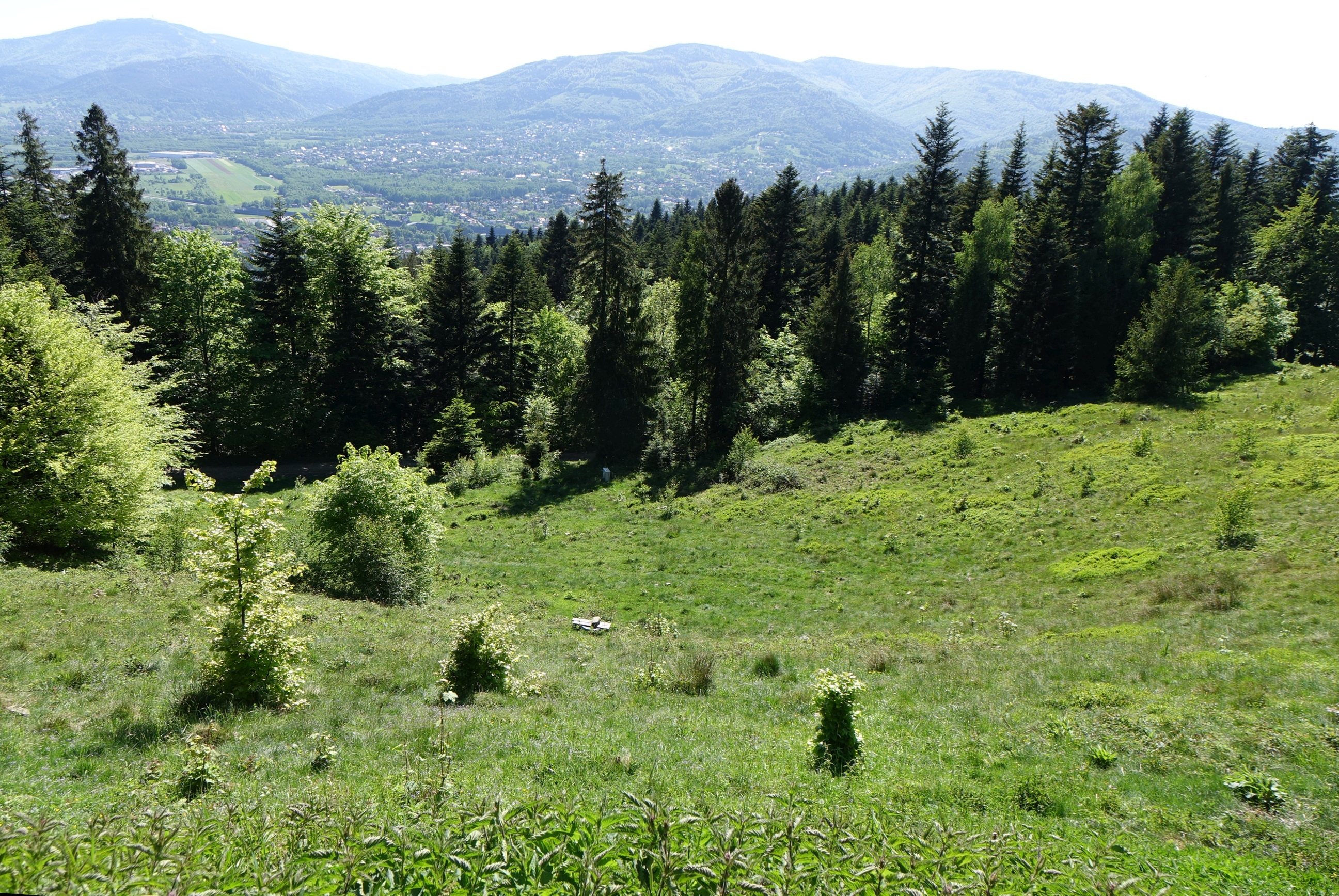
Dolna część polany pod Rogaczem i widok na Beskid Śląski

Polana pod Rogaczem – polana pod szczytem Rogacza (828 m) w Beskidzie Małym, przez miejscowych nazywana polaną Do Piotra, taką też ma nazwę na mapie Geoportalu. Ciągnie się od wysokości około 660–730 m na południowym stoku Rogacza. Dolna część polany jest niezabudowana, w części górnej jest schronisko turystyczne „Chatka na Rogaczu” i inne budynki.
Administracyjnie polana znajduje się w granicach wsi Wilkowice w województwie śląskim, w powiecie bielskim, gminie Wilkowice. Jest dobrym punktem widokowym w kierunku południowym na dolinę Białej i Beskid Śląski. Po lewej widoczny jest szczyt Skrzycznego z masztem nadajników, na prawo od niego szczyty Magury, Klimczok i jego ramię biegnące poprzez Szyndzielnię na Kołowrót i Kozią Górę. Według autora przewodnika turystycznego najpiękniejsze są widoki z polany nocą, gdy nad światłami Białej wznoszą się mroczne masywy gór.
Przez polanę przebiegają dwa szlaki turystyczne:
 Mikuszowice Krakowskie – Polana pod Rogaczem – Rogacz – Magurka Straceńska – Schronisko PTTK na Magurce Wilkowickiej. Suma podejść 517 m, odległość 3,8 km, czas przejścia 1:45 godz.
 Wilkowice – Polana pod Rogaczem – Rogacz – Magurka Straceńska – Schronisko PTTK na Magurce Wilkowickiej. Suma podejść 498 m, odległość 3,6 km, czas przejścia 1:43 godz.